# بيل ديس
بيل ديس (بالإنجليزية: Bill Dees)‏ هو ملحن ومغن مؤلف وعازف قيثارة ومغني أمريكي، ولد في 24 يناير 1939 في تكساس في الولايات المتحدة، وتوفي في 24 أكتوبر 2012 في أركنساس في الولايات المتحدة.

## وصلات خارجية
- بيل ديس على موقع IMDb (الإنجليزية)
- بيل ديس على موقع ميوزك برينز (الإنجليزية)
- بيل ديس على موقع ديسكوغز (الإنجليزية)
- بيل ديس على موقع ديسكوغز (الإنجليزية)